# Mansuetus de Vannes
Pour les articles homonymes, voir Mansuetus.
Mansuetus , (fl. 461 ) évêque des Bretons (episcopus Britannorum), est mentionné au concile de Tours en 461.

## Contexte
Mansuetus participe au concile de Tours en 461 avec les huit évêques de la province ecclésiastique. Rien n'indique qu'il soit lui-même un Breton originaire de l'île de Bretagne. Mais immédiatement après cette mention, on rencontre sur le continent une grande armée de ses « compatriotes » menés par le roi Riothamus, et il semble que l'on peut conclure qu'il représente les Bretons d'Armorique, qui à cette époque dépendent de l’archevêché de Tours.
Les Series Episcoporum Ecclesiae Catholicae, mentionnent pour Vannes :
- c.461-2 Paternus II, in synod. Venetica cons.
- 461 Mansuetus, ep. sedis Britonum.

Il semble donc que Paternus était l’évêque gallo-romain de la cité de Vannes et que Mansuetus est supposé représenter les Bretons implantés dans les environs de Vannes, c'est-à-dire le futur Broërec. Le synode de Vannes auquel Paternus prend part se tient en 465. Néanmoins, Léon Fleuriot avance l'hypothèse que Mansuetus était l'évêque des Osismes, peut être déjà présent au concile d'Angers en 453 sous le nom de Chariato.

## Sources
- (en) Peter Bartrum, A Welsh classical dictionary: people in history and legend up to about A.D. 1000, Aberystwyth, National Library of Wales, 1993 (ISBN 9780907158738), p. 513 MANSUETUS
- Arthur de La Borderie, Histoire de la Bretagne, t. I, réédition Joseph Floch Mayenne, 1975, p.203, 248, 250-252, 271, 286 et 293.
- Léon Fleuriot, Les origines de la Bretagne, Paris, éditions Payot, 1980 (ISBN 2228127108), Chronologie